# Obsesii
«Obsesii» (en español: «Obsesiones») es una canción de la cantante rumana Alexandra Stan, lanzada como sencillo a través de Universal Music Rumania en formato digital el 31 de enero de 2020. Alex Pelin y Vlad Lucan escribieron el tema, mientras que este último se encargó de la producción junto con Radu Bolfea. «Obsesii» relata una historia de amor que se transforma en una obsesión. Los críticos de música elogiaron la letra de la canción, así como la voz de Stan. El 2 de febrero de 2020, la artista lanzó el video oficial del sencillo en su canal de YouTube. Filmado por Bogdan Daragiu, el videoclip en blanco y negro muestra a Stan y a sus bailarines con camisas sueltas para simbolizar la libertad. Para una mayor promoción, la cantante interpretó «Obsesii» en algunos programas de televisión y estaciones de radio rumanas. Desde el punto de vista comercial, la canción alcanzó el número 12 en la lista Airplay 100.

## Antecedentes, composición y recepción
«Obsesii» fue escrita por Alex Pelin y Vlad Lucan, mientras que este último manejó el proceso de mezcla y masterización. Lucan también se encargó de la producción junto con Radu Bolfea. «Obsesii» se estrenó como sencillo a través de Universal Music Rumania en formato digital en varios países el 31 de enero de 2020. La discográfica también publicó un EP de remezclas. Líricamente, la canción, escrita en rumano, trata sobre un amor que se transforma en una obsesión. Con el uso de varias metáforas, la letra describe los deseos carnales de Stan como «falsas ilusiones».
En cuanto a la producción, la pista hace uso de una muestra musical «urbana».
Tras su lanzamiento, «Obsesii» recibió reseñas positivas por parte de los críticos de música. Mihai Burlacu, de Pro TV, elogió la letra de la canción, la describió como «poesía» y alabó el uso de las metáforas. Además escribió que el ambiente de la canción «parece llevarte a un universo personal, que se basa en imágenes creadas por la imaginación». De manera similar, Jonathan Currinn, de CelebMix, elogió la composición, y señaló un «ambiente intelectual» en el tema. También alabó la voz de Stan y describió a «Obsesii» como «inolvidable». Desde el punto de vista comercial, la canción ingresó en el puesto 75 en la lista Airplay 100 en la semana del 8 de marzo de 2020, y alcanzó el número 12 el 14 de junio.

## Video musical y promoción
Filmado por Bogdan Daragiu, el video musical de «Obsesii» se estrenó en el canal oficial de Stan en YouTube el 2 de febrero de 2020 alrededor de las 20:00 (EET). El videoclip en blanco y negro presenta a Stan como una «figura angelical, rodeada de bailarines silenciosos atrapados con sus movimientos», mientras visten camisas sueltas para simbolizar la libertad. Otras escenas muestran un lago, lluvia, luces fluctuantes y a la cantante acostada en el lomo de un caballo. El videoclip recibió reseñas positivas por parte de la crítica especializada. Burlacu, de Pro TV, escribió que sus imágenes construyen un «universo magnético», mientras que Stănescu, de InfoMusic, señaló «visiones mágicas y fascinantes». Un crítico de Aficia describió el video como «sobrio, íntimo y sensual». Currinn, de CelebMix, criticó el uso de una coreografía durante el videoclip. Para una mayor promoción, Stan interpretó «Obsesii» en los programas de televisión Vorbește lumea y La Măruță a principios de febrero de 2020. Además, la artista se presentó en la estación de radio rumana Kiss FM en el mismo mes.

## Personal
Adaptado de YouTube y Spotify.
- Radu Bolfea – productor
- Vlad Lucan – compositor, coescritor, productor, mezcla, masterización
- Alex Pelin – compositor, coescritor
- Alexandra Stan – voz principal

## Formatos
| Descarga digital |           |          |  |
| N.º              | Título    | Duración |  |
| 1.               | «Obsesii» | 3:34     |  |

| EP de remezclas |                                 |          |  |
| N.º             | Título                          | Duración |  |
| 1.              | «Obsesii» (Acoustic Version)    | 3:43     |  |
| 2.              | «Obsesii» (Nomad Digital Remix) | 3:40     |  |
| 3.              | «Obsesii» (Village Remix)       | 4:14     |  |
| 4.              | «Obsesii» (Albwho Remix)        | 4:29     |  |
| 5.              | «Obsesii»                       | 3:34     |  |

## Posicionamiento en listas
| Rumania | Airplay 100           | 12 |
| Rumania | Romania Radio Airplay | 12 |
| Rumania | Romania TV Airplay    | 11 |

## Historial de lanzamiento
| País  | Fecha               | Formato(s)       | Discográfica | Ref.  |
| ----- | ------------------- | ---------------- | ------------ | ----- |
| Mundo | 31 de enero de 2020 | Descarga digital | Universal    | [ 3 ] |